# 杜延庆

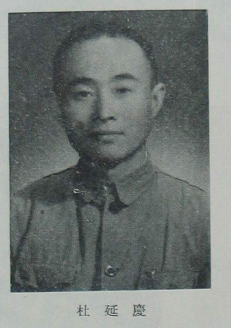
杜延慶近照

杜延庆（1908年—1998年），上海嘉定人，中华人民共和国政治人物。
担任西北行政委员会劳动局局长。1954年，当选第一届全国人民代表大会代表。文革時遭到造反派批判。